# Roldana manantlanensis
Roldana manantlanensis là một loài thực vật có hoa trong họ Cúc. Loài này được (Kowal) B.L.Turner miêu tả khoa học đầu tiên năm 1996.